# Jihomoravský župní přebor 2001/2002
V soubojích 42. ročníku Jihomoravského župního přeboru 2001/02 (jedna ze skupin 5. fotbalové ligy) se utkalo 16 týmů každý s každým dvoukolovým systémem podzim–jaro. Tento ročník začal v srpnu 2001 a skončil v červnu 2002.
Po sezoně 2001/02 proběhla reorganizace nižších soutěží (návrat krajů, zánik žup), z tohoto důvodu nesestupovalo žádné mužstvo.

## Nové týmy v sezoně 2001/02
- Z Divize D 2000/01 sestoupila do Jihomoravského župního přeboru mužstva SK Slavkov u Brna, ČAFC Židenice Brno a TJ BOPO Třebíč.
- Ze skupin I. A třídy Jihomoravské župy 2000/01 postoupila mužstva FC Vysočina Jihlava „B“ (vítěz skupiny A),[1] SK Rostex Vyškov (vítěz skupiny B),[2] a RAFK Rajhrad (2. místo ve skupině B).[2]

## Konečná tabulka
Zdroj: 
| Poř. | Tým                              | Z  | V  | R  | P  | VG | OG | B  |
| ---- | -------------------------------- | -- | -- | -- | -- | -- | -- | -- |
| 1.   | SK Rostex Vyškov (N)             | 30 | 23 | 6  | 1  | 88 | 17 | 75 |
| 2.   | FC Vysočina Jihlava „B“ (N)      | 30 | 21 | 4  | 5  | 76 | 28 | 67 |
| 3.   | Tatran Brno-Bohunice             | 30 | 19 | 4  | 7  | 66 | 34 | 61 |
| 4.   | TJ Slavoj Velké Pavlovice        | 30 | 13 | 10 | 7  | 57 | 40 | 49 |
| 5.   | FK MKZ Rájec-Jestřebí            | 30 | 13 | 10 | 7  | 55 | 48 | 49 |
| 6.   | TJ BOPO Třebíč (S)               | 30 | 14 | 2  | 14 | 54 | 49 | 44 |
| 7.   | ČAFC Židenice Brno (S)           | 30 | 11 | 11 | 8  | 45 | 43 | 44 |
| 8.   | SK Buwol Metal Luka nad Jihlavou | 30 | 12 | 5  | 13 | 48 | 40 | 41 |
| 9.   | SFK Vrchovina                    | 30 | 9  | 12 | 9  | 45 | 50 | 39 |
| 10.  | TJ Sokol Luna Hrušky             | 30 | 9  | 5  | 16 | 35 | 55 | 32 |
| 11.  | FK Best Kunštát                  | 30 | 8  | 8  | 14 | 31 | 61 | 32 |
| 12.  | SK Slavkov u Brna (S)            | 30 | 9  | 3  | 18 | 34 | 51 | 30 |
| 13.  | TJ ČKD Blansko                   | 30 | 8  | 5  | 17 | 32 | 60 | 29 |
| 14.  | FC ŽĎAS Žďár nad Sázavou         | 30 | 7  | 8  | 15 | 36 | 57 | 26 |
| 15.  | RAFK Rajhrad (N)                 | 30 | 6  | 6  | 18 | 33 | 69 | 24 |
| 16.  | TJ Sokol Bedřichov               | 30 | 6  | 5  | 19 | 40 | 73 | 23 |

Poznámky:
- Z = Odehrané zápasy; V = Vítězství; R = Remízy; P = Prohry; VG = Vstřelené góly; OG = Obdržené góly; B = Body; (S) = Mužstvo sestoupivší z vyšší soutěže; (N) = Mužstvo postoupivší z nižší soutěže (nováček)
- Klub z Luk nad Jihlavou se po sezoně přihlásil o 3 soutěže níže.

|  | Postup do Divize D 2002/03                       |
|  | Přechod do Přeboru Kraje Vysočina 2002/03        |
|  | Přihláška do Okresního přeboru Jihlavska 2002/03 |
|  | Klub zanikl, viz HFK Třebíč                      |